# Chalkogenidy

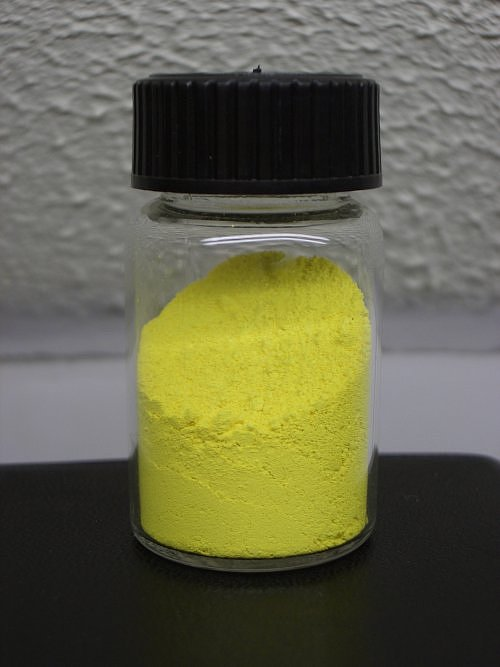
Sulfid kademnatý CdS

Chalkogenidy jsou dvouprvkové sloučeniny chalkogenů s elektropozitivnějšími prvky nebo soli chalkogenovodíků.

## Příprava
Připravují se např. přímou syntézou prvků: 
2 Fe + 3 S → Fe2S3
nebo reakcí chalkogenovodíkových kyselin s neušlechtilými kovy, hydroxidy a oxidy kovů
Zn + H2S → ZnS + H2
2 KOH + H2S → K2S + 2 H2O).

## Přehled skupin
- Oxidy
- Sulfidy
- Selenidy
- Telluridy